# Deyvillers
Deyvillers [devile]  est une commune française située dans le département des Vosges, en région Grand Est.
Ses habitants sont appelés les Deyvillois.

## Géographie

### Localisation
Deyvillers fait partie de la banlieue est d'Épinal, dont elle est limitrophe. La commune se situe à 4,5 km à l'ouest d'Aydoilles.

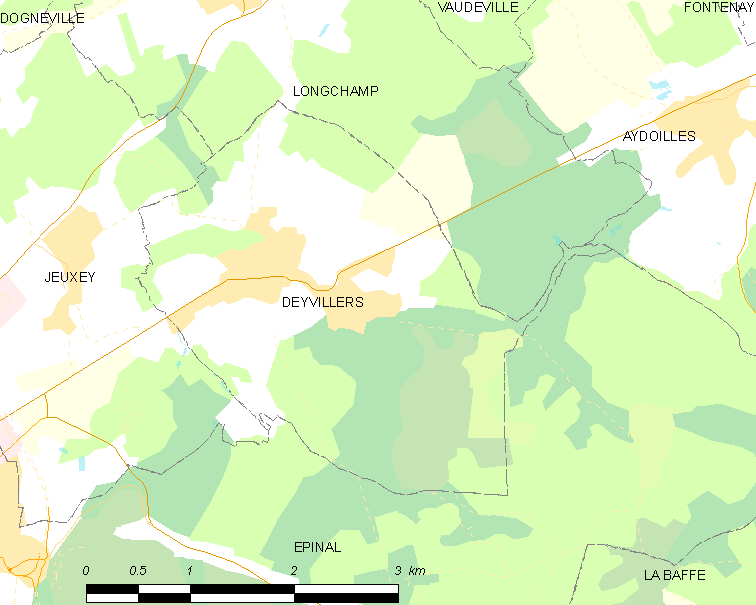
Situation géographique de Deyvillers

### Géologie et relief
La superficie de la commune est de 877 hectares ; l'altitude varie entre 325 et 433 mètres.
En 1847, un géologue découvre, dans un lambeau de Muschelkalk accidenté par une faille, une grande quantité de lima lineata et striata, d'ostrea subanomia (mollusques préhistoriques).

### Hydrographie et les eaux souterraines
Hydrogéologie et climatologie : Système d’information pour la gestion des eaux souterraines du bassin Rhin-Meuse :
Territoire communal : Occupation du sol (Corinne Land Cover); Cours d'eau (BD Carthage),
Géologie : Carte géologique; Coupes géologiques et techniques,
 Hydrogéologie : Masses d'eau souterraine; BD Lisa; Cartes piézométriques.
La commune est située dans le bassin versant du Rhin au sein du bassin Rhin-Meuse. Elle est drainée par le ruisseau le Saint-Oger, le ruisseau des Bolottes et le ruisseau de Clebas,.
Le ruisseau le Saint-Oger, d'une longueur totale de 17,4 km, prend sa source dans la commune de La Baffe et se jette dans la Moselle à Thaon-les-Vosges, après avoir traversé sept communes.

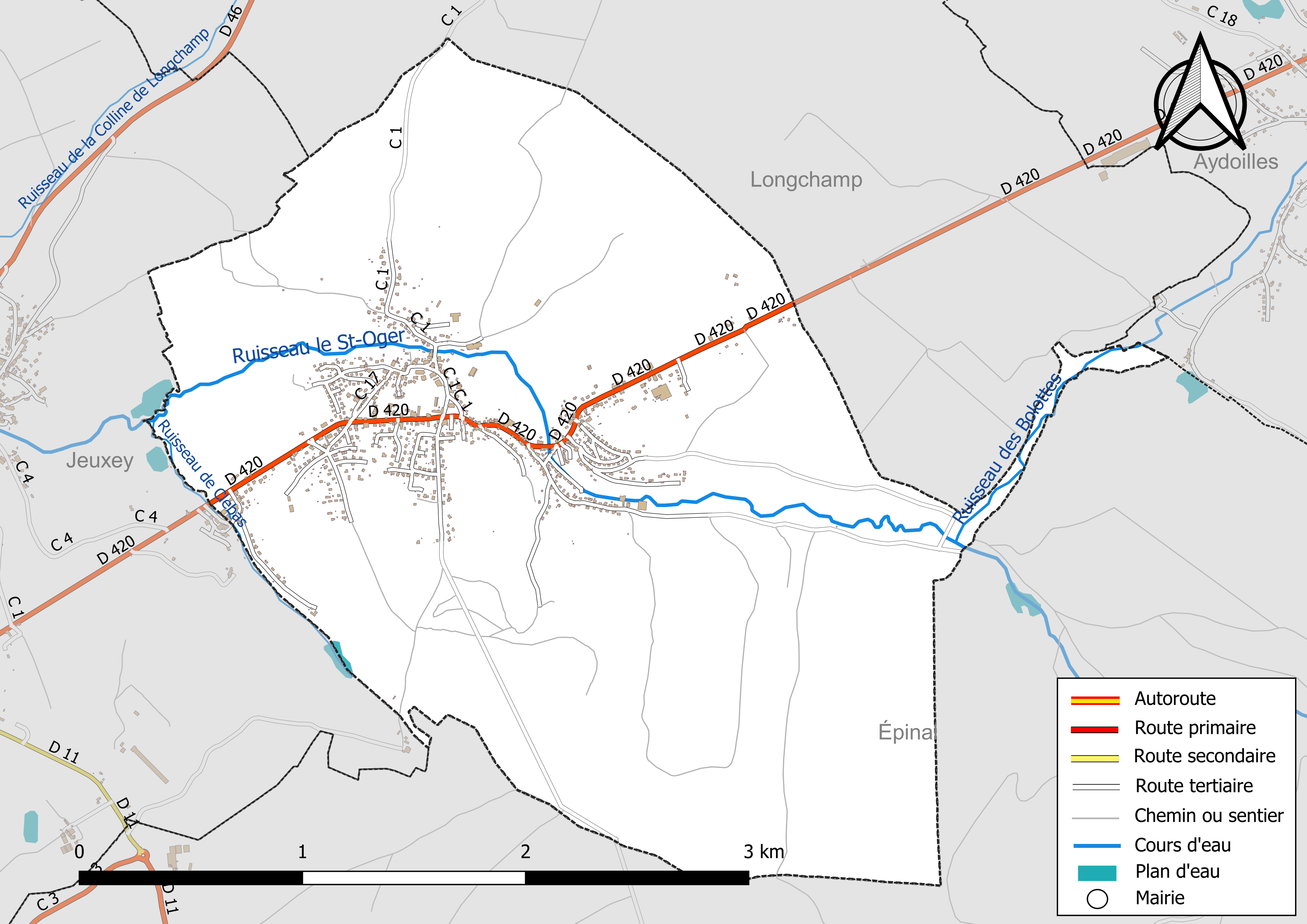
Réseaux hydrographique et routier de Deyvillers.

La qualité des eaux de baignade et des cours d’eau peut être consultée sur un site dédié géré par les agences de l’eau et l’Agence française pour la biodiversité.

### Climat
Pour des articles plus généraux, voir Climat du Grand Est et Climat des Vosges.
En 2010, le climat de la commune est de type climat de montagne, selon une étude du Centre national de la recherche scientifique s'appuyant sur une série de données couvrant la période 1971-2000. En 2020, Météo-France publie une typologie des climats de la France métropolitaine dans laquelle la commune est exposée à un climat semi-continental et est dans une zone de transition entre les régions climatiques « Lorraine, plateau de Langres, Morvan » et « Vosges ». 
Pour la période 1971-2000, la température annuelle moyenne est de 9,4 °C, avec une amplitude thermique annuelle de 16,7 °C. Le cumul annuel moyen de précipitations est de 1 091 mm, avec 13 jours de précipitations en janvier et 10,4 jours en juillet. Pour la période 1991-2020, la température moyenne annuelle observée sur la station météorologique de Météo-France la plus proche, « Épinal », sur la commune de Dogneville à 5 km à vol d'oiseau, est de 10,3 °C et le cumul annuel moyen de précipitations est de 907,0 mm. 
La température maximale relevée sur cette station est de 39,3 °C, atteinte le 25 juillet 2019 ; la température minimale est de −18,9 °C, atteinte le 12 janvier 1987,,. 
Les paramètres climatiques de la commune ont été estimés pour le milieu du siècle (2041-2070) selon différents scénarios d'émission de gaz à effet de serre à partir des nouvelles projections climatiques de référence DRIAS-2020. Ils sont consultables sur un site dédié publié par Météo-France en novembre 2022.

## Urbanisme

### Typologie
Au 1er janvier 2024, Deyvillers est catégorisée bourg rural, selon la nouvelle grille communale de densité à sept niveaux définie par l'Insee en 2022.
Elle est située hors unité urbaine. Par ailleurs la commune fait partie de l'aire d'attraction d'Épinal, dont elle est une commune de la couronne,. Cette aire, qui regroupe 118 communes, est catégorisée dans les aires de 50 000 à moins de 200 000 habitants,.

### Occupation des sols
L'occupation des sols de la commune, telle qu'elle ressort de la base de données européenne d’occupation biophysique des sols Corine Land Cover (CLC), est marquée par l'importance des forêts et milieux semi-naturels (53,2 % en 2018), une proportion sensiblement équivalente à celle de 1990 (53,4 %). La répartition détaillée en 2018 est la suivante : 
forêts (49,7 %), prairies (17,3 %), zones agricoles hétérogènes (14,2 %), zones urbanisées (11,7 %), terres arables (3,6 %), milieux à végétation arbustive et/ou herbacée (3,6 %). L'évolution de l’occupation des sols de la commune et de ses infrastructures peut être observée sur les différentes représentations cartographiques du territoire : la carte de Cassini (XVIIIe siècle), la carte d'état-major (1820-1866) et les cartes ou photos aériennes de l'IGN pour la période actuelle (1950 à aujourd'hui).

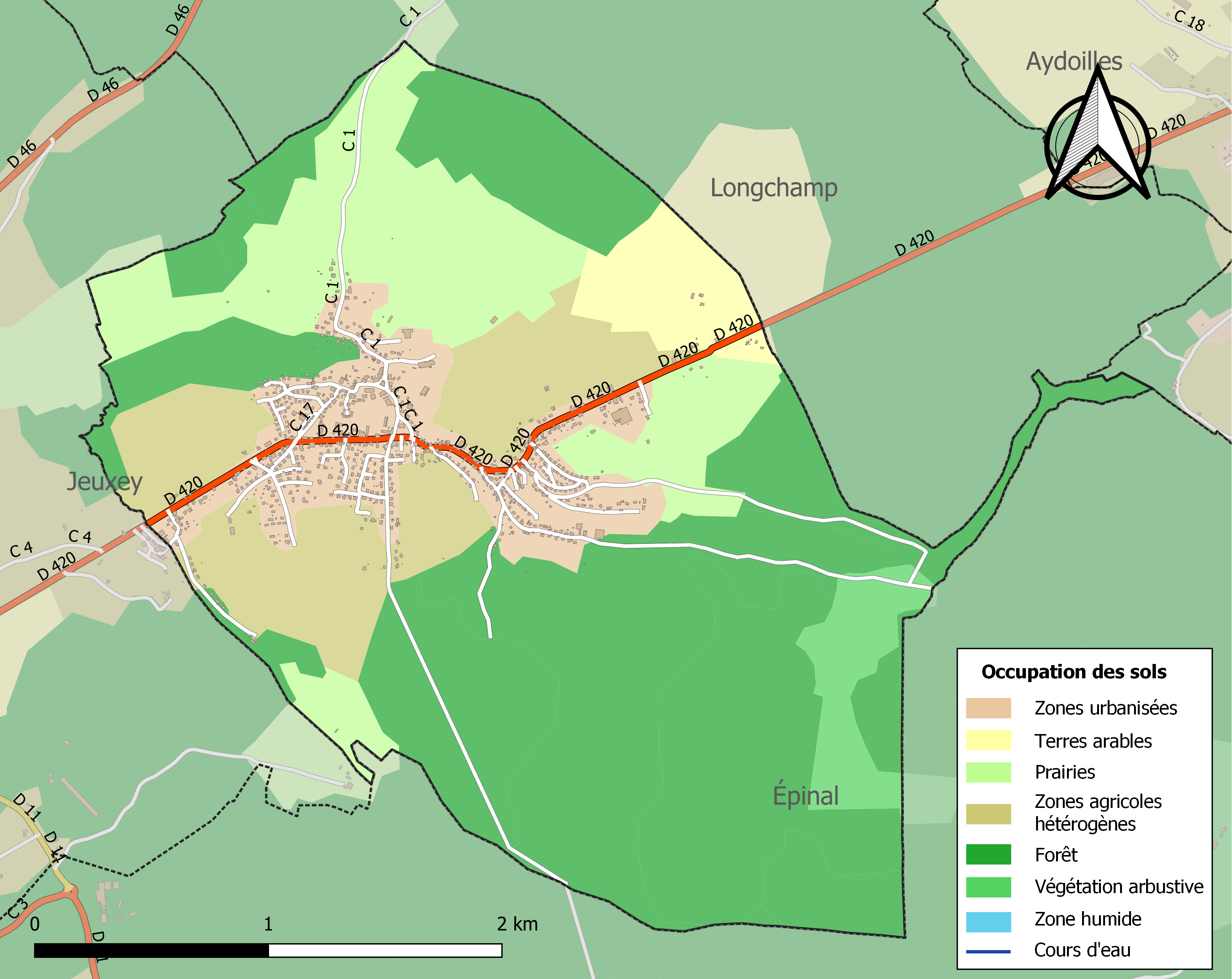
Carte des infrastructures et de l'occupation des sols de la commune en 2018 (CLC).

### Voies de communication et transports

#### Voies routières
- Deyvillers est traversée par la D 420, laquelle relie Épinal à Saint-Dié-des-Vosges.

#### Transports en commun
- Fluo Grand Est.

#### Lignes SNCF
- Gare d'Épinal

## Toponymie
Le nom de la localité est attesté sous les formes Dei Villare (vers 1000) ; Divillare (1123) ; Deivillare (1139) ; Devillare (1179) ; R. de Diviler (1187) ; Deivilleir (1312) ; Doiviller (1325) ; Deyviller (1355) ; Deyvillier (1396) ; Dieuvilley (1420) ; Deiviller (1424) ; Dieviller (1426) ; Daiviller, Dayviller (1450) ; Deyvillas (1475) ; Dainviller, Dainvilleir (XVe siècle) ; La ville de Willer (XVIe siècle) ; Devillers (1711).

D'après les annales de la Société d'émulation du département des Vosges, Deyvillers signifierait « Ferme de Dieu », son nom est issu de Dei, Dey (variante régionale de « Dieu ») et du gallo-roman villare.

## Histoire
Sise dans le bailliage d’Épinal, la commune formait sous l’Ancien Régime la terre de Saint-Arnould, comprise dans la mairie de Jeuxey, relevant de l’évêché de Metz. Ladite terre semble avoir relevé de l’Abbaye de Saint-Arnould de Metz.
Le roi créait le maire à Deyvillers ; les habitants devaient 5 francs à Pâques et à la Saint Remy, et chaque charrue, 3 gros.
L’église, dédiée à saint Luc, était du diocèse de Saint-Dié, archidiaconé des Vosges, doyenné d’Épinal. La cure était à la collation de l’abbé de saint Arnould de Metz.
De 1790 à l’an IX, Deyvillers a fait partie du canton de Longchamp.
L’église actuelle a été construite en 1840. La mairie et les écoles actuelles ont été construites en 1874.

## Politique et administration

### Liste des maires
| Période                                  | Période                   | Identité               | Étiquette | Qualité                                            |
| ---------------------------------------- | ------------------------- | ---------------------- | --------- | -------------------------------------------------- |
| Les données manquantes sont à compléter. |                           |                        |           |                                                    |
| 1936                                     | 1940                      | Joseph George          |           |                                                    |
| 1940                                     | 1945                      | Louis Guerre           |           |                                                    |
| 1945                                     | 1947                      | Louis Fresse           |           |                                                    |
| 1947                                     | 1956                      | Louis Guerre           |           |                                                    |
| 1956                                     | 1977                      | Pierre-Georges Parisot |           |                                                    |
| 1977                                     | 1984                      | Dominique Fernagu      |           | Démissionnaire                                     |
| 1984                                     | octobre 2010              | René Crozat            | DVG       | Fondé de pouvoir, démissionnaire à l'âge de 76 ans |
| octobre 2010                             | 2020                      | Françoise Fleury       |           |                                                    |
| 2020                                     | En cours (au 6 juin 2023) | Bruno Chevrier         |           |                                                    |

### Budget et fiscalité 2022

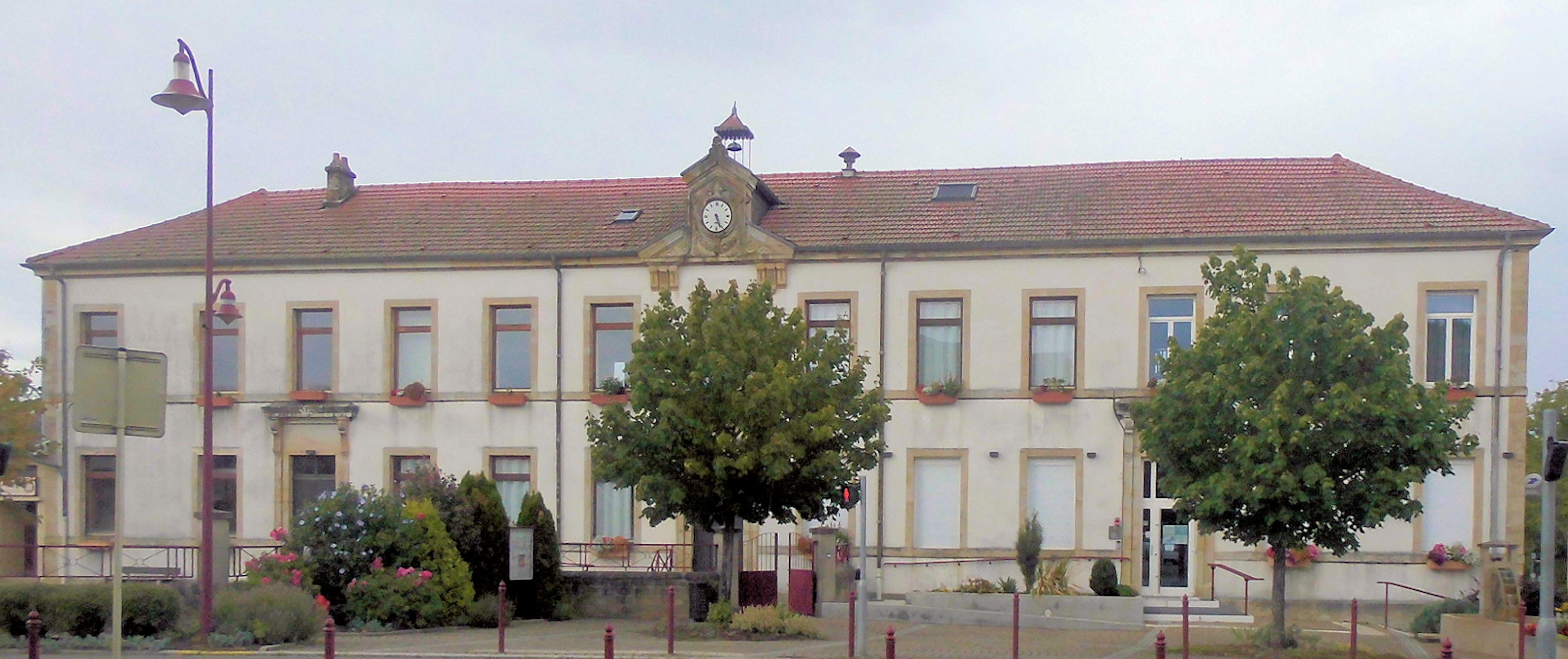
La mairie.

En 2022, le budget de la commune était constitué ainsi :
- total des produits de fonctionnement : 1 215 000 €, soit 868 € par habitant ;
- total des charges de fonctionnement : 928 000 €, soit 663 € par habitant ;
- total des ressources d'investissement : 392 000 €, soit 280 € par habitant ;
- total des emplois d'investissement : 222 000 €, soit 159 € par habitant ;
- endettement : 1 206 000 €, soit 862 € par habitant.

Avec les taux de fiscalité suivants :
- taxe d'habitation : 14,52 % ;
- taxe foncière sur les propriétés bâties : 43,12 % ;
- taxe foncière sur les propriétés non bâties : 33,08 % ;
- taxe additionnelle à la taxe foncière sur les propriétés non bâties : 0,00 % ;
- cotisation foncière des entreprises : 0,00 %.

Chiffres clés Revenus et pauvreté des ménages en 2021 : médiane en 2021 du revenu disponible, par unité de consommation : 25 640 €.

### Intercommunalité
Deyvillers fait partie de la communauté d'agglomération d'Épinal depuis le 1er janvier 2014.

### Jumelages
Deyvillers n'est jumelée à aucune autre commune.

## Population et société

### Démographie

#### Évolution démographique
L'évolution du nombre d'habitants est connue à travers les recensements de la population effectués dans la commune depuis 1793. Pour les communes de moins de 10 000 habitants, une enquête de recensement portant sur toute la population est réalisée tous les cinq ans, les populations de référence des années intermédiaires étant quant à elles estimées par interpolation ou extrapolation. Pour la commune, le premier recensement exhaustif entrant dans le cadre du nouveau dispositif a été réalisé en 2004.

En 2022, la commune comptait 1 350 habitants, en évolution de −6,64 % par rapport à 2016 (Vosges : −2,96 %, France hors Mayotte : +2,11 %).
| 1793 | 1800 | 1806 | 1821 | 1831 | 1836 | 1841 | 1846 | 1856 |
| ---- | ---- | ---- | ---- | ---- | ---- | ---- | ---- | ---- |
| 379  | 424  | 434  | 492  | 558  | 573  | 639  | 600  | 628  |

| 1861 | 1866 | 1876 | 1881 | 1886 | 1891 | 1896 | 1901 | 1906 |
| ---- | ---- | ---- | ---- | ---- | ---- | ---- | ---- | ---- |
| 628  | 628  | 681  | 621  | 620  | 584  | 550  | 560  | 545  |

| 1911 | 1921 | 1926 | 1931 | 1936 | 1946 | 1954 | 1962 | 1968 |
| ---- | ---- | ---- | ---- | ---- | ---- | ---- | ---- | ---- |
| 578  | 553  | 528  | 513  | 560  | 604  | 579  | 549  | 601  |

| 1975 | 1982  | 1990  | 1999  | 2004  | 2006  | 2009  | 2014  | 2019  |
| ---- | ----- | ----- | ----- | ----- | ----- | ----- | ----- | ----- |
| 939  | 1 263 | 1 388 | 1 452 | 1 474 | 1 471 | 1 516 | 1 464 | 1 361 |

| 2022  | - | - | - | - | - | - | - | - |
| ----- | - | - | - | - | - | - | - | - |
| 1 350 | - | - | - | - | - | - | - | - |

## Économie

### Entreprises et commerces

#### Agriculture
- Culture et élevage associés.
- Culture de céréales, de légumineuses et de graines oléagineuses.

#### Tourisme
- Hébergements et restauration à Jeuxey, Épinal, Aydoilles, La Baffe.
- Camping naturiste, géré par le Club du Soleil des Vosges, situé au nord du village sur la route de Longchamp.

#### Commerces
- Commerces et services de proximité.

### Enseignements
Établissements d'enseignements :
- Il existe une école élémentaire à Deyvillers[28].
- Les collège et lycée les plus proches se trouvent à Épinal.

Une médiathèquese trouve au centre-ville.

### Cultes
- Culte catholique, Paroisse Saint-Auger[30] La population du village dispose de l'église Saint-Luc. Diocèse de Saint-Dié.
- Fin 2004, le maire, René Crozat, a refusé la demande de permis de construction, à l'entrée du village, d'un lieu de culte des Témoins de Jéhovah. Cette décision a été précédée par un débat[31] ouvert entre citoyens et certaines personnalités politiques et intellectuelles dont le député Jean-Pierre Brard. La commune de Remomeix a connu une situation similaire.

### Santé
Professionnels et établissements de santé :
- Médecins à Deyvillers, Dogneville, Épinal.
- Pharmacies à Deyvillers, Dogneville, Épinal.
- L'hôpital le plus proche est le centre hospitalier Émile-Durkheim situé dans la ville voisine d'Épinal.

## Culture locale et patrimoine

### Lieux et monuments

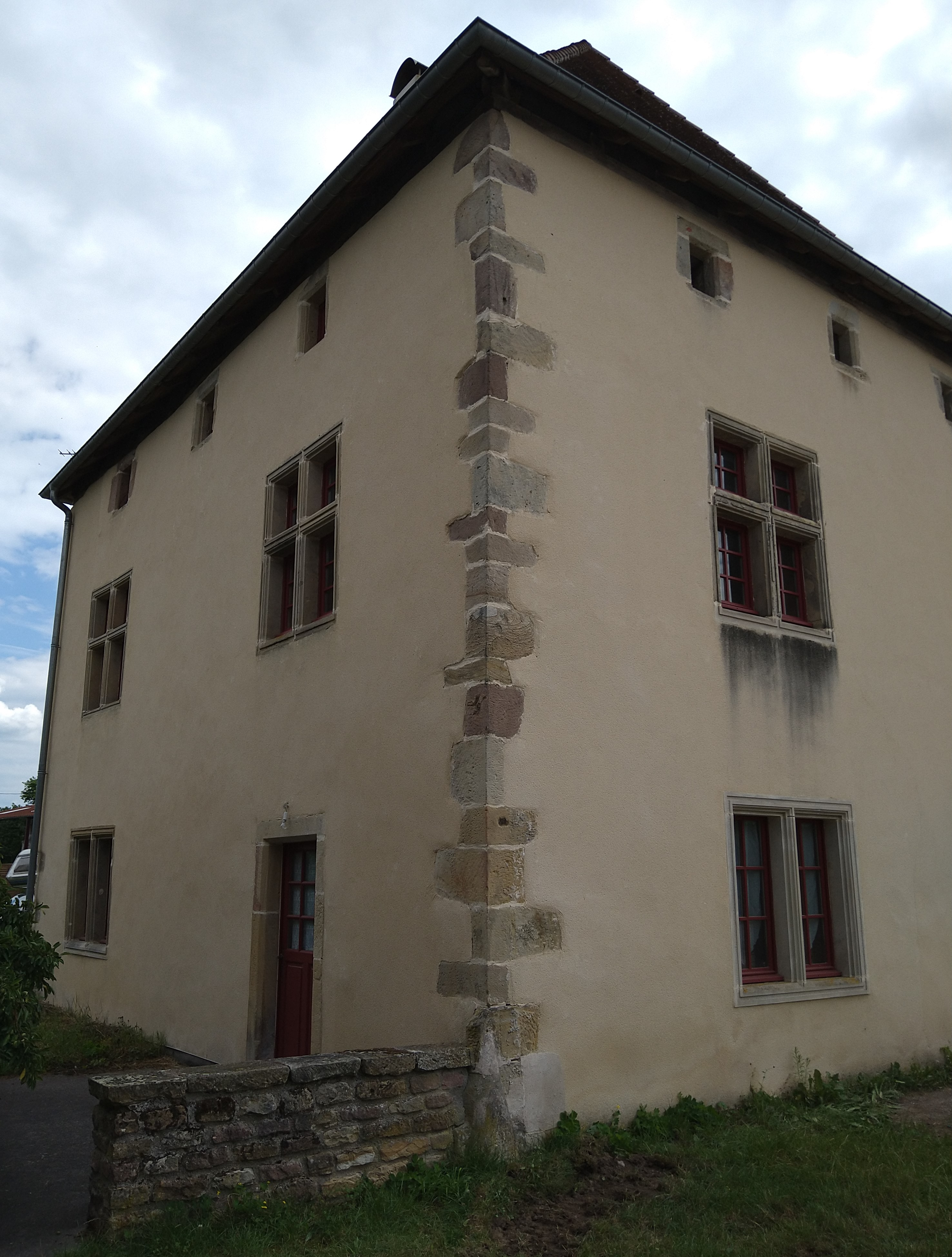
Maison seigneuriale-façade Nord Ouest.
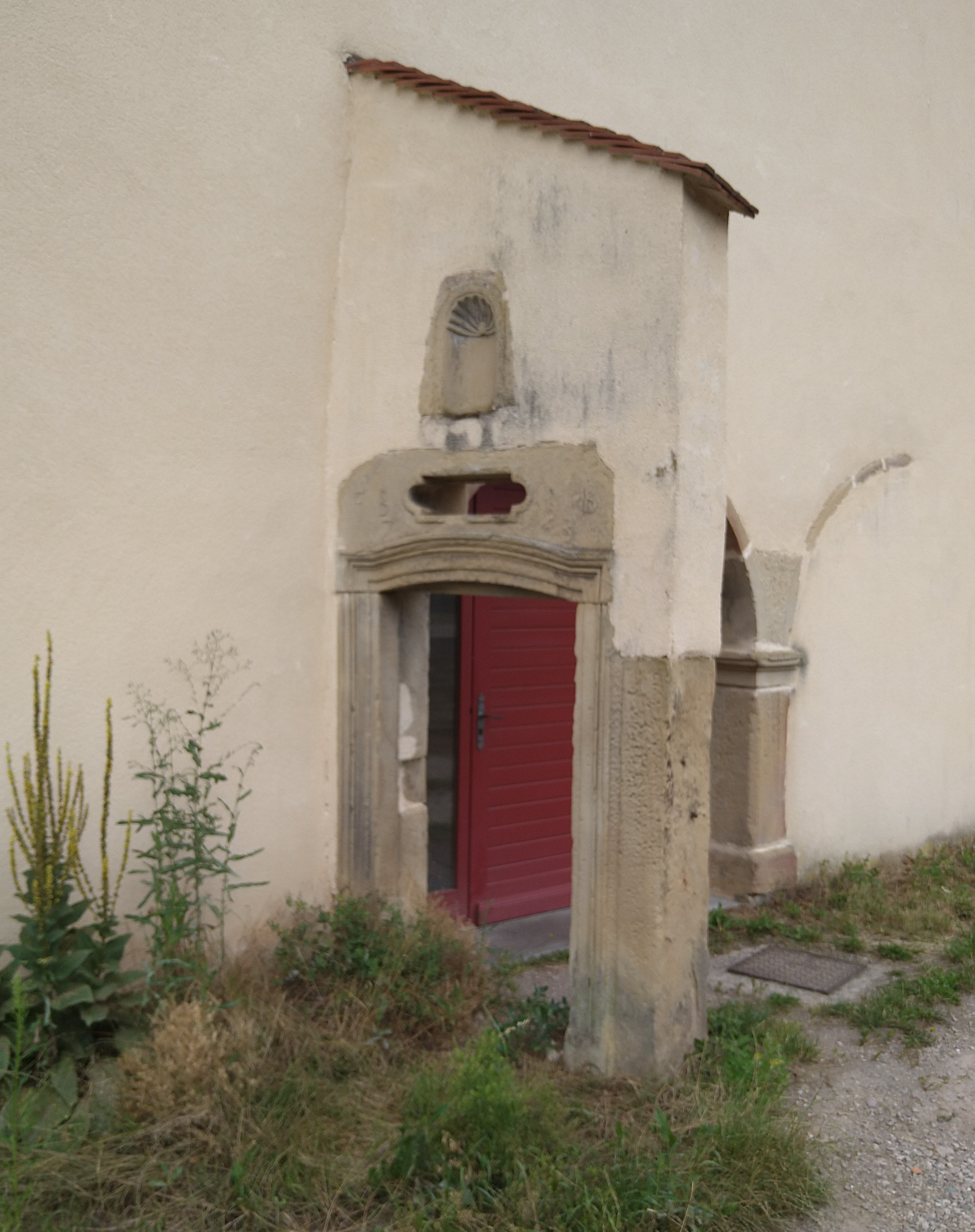
Maison seigneuriale-porte Sud.
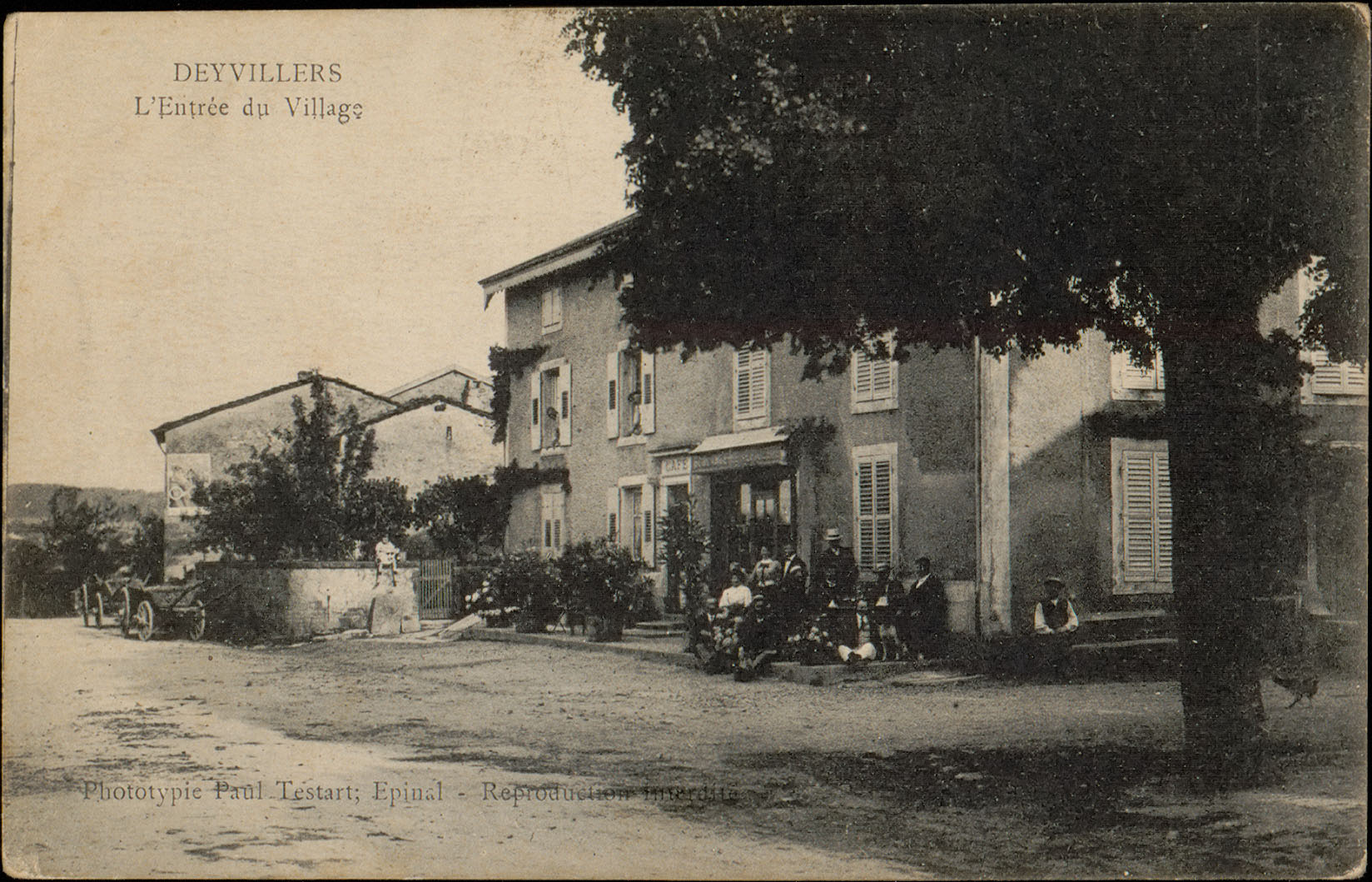
Carte postale ancienne de l'entrée du village de Deyvillers, par Paul Testart.
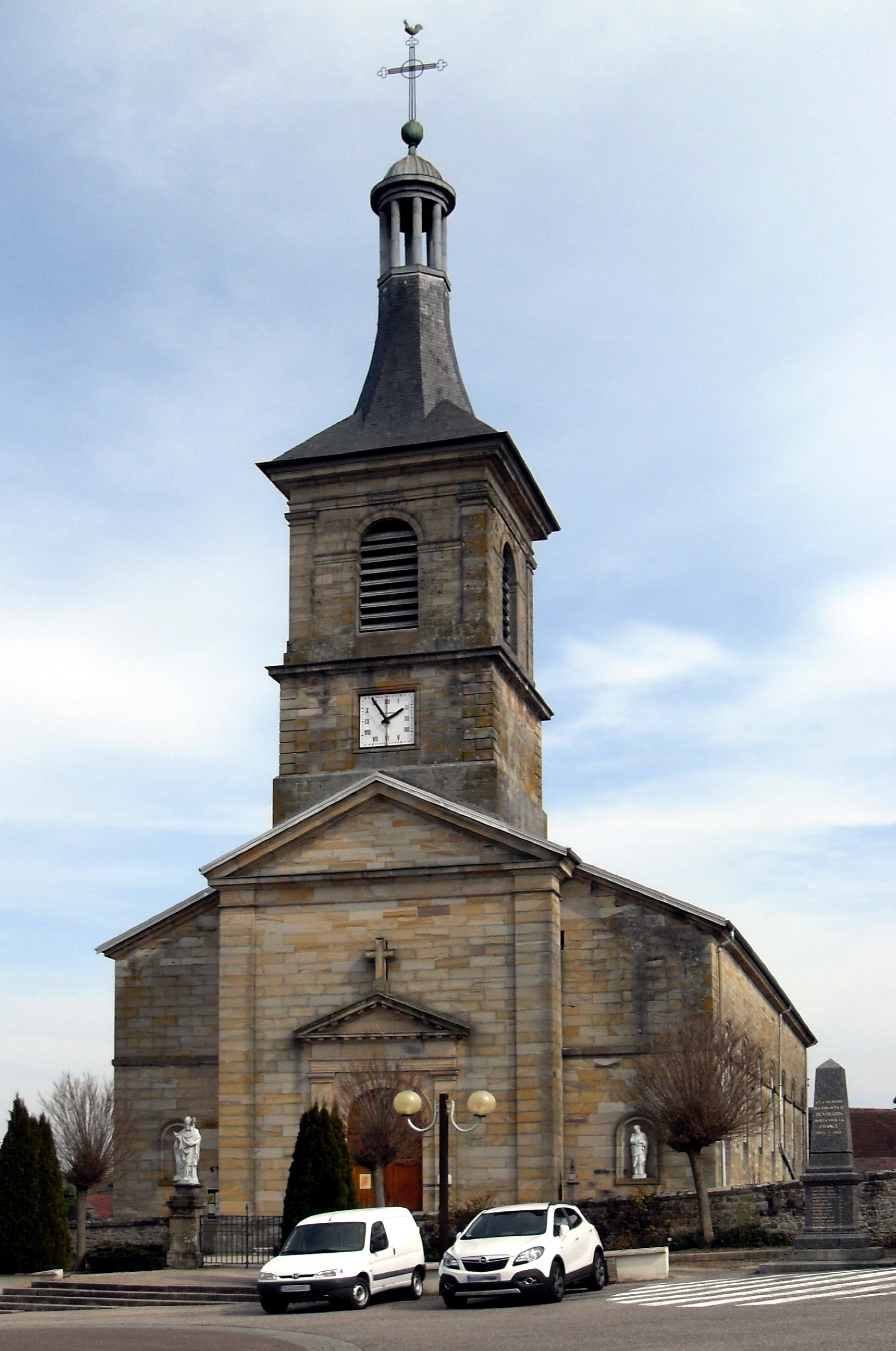
L'église Saint-Luc.
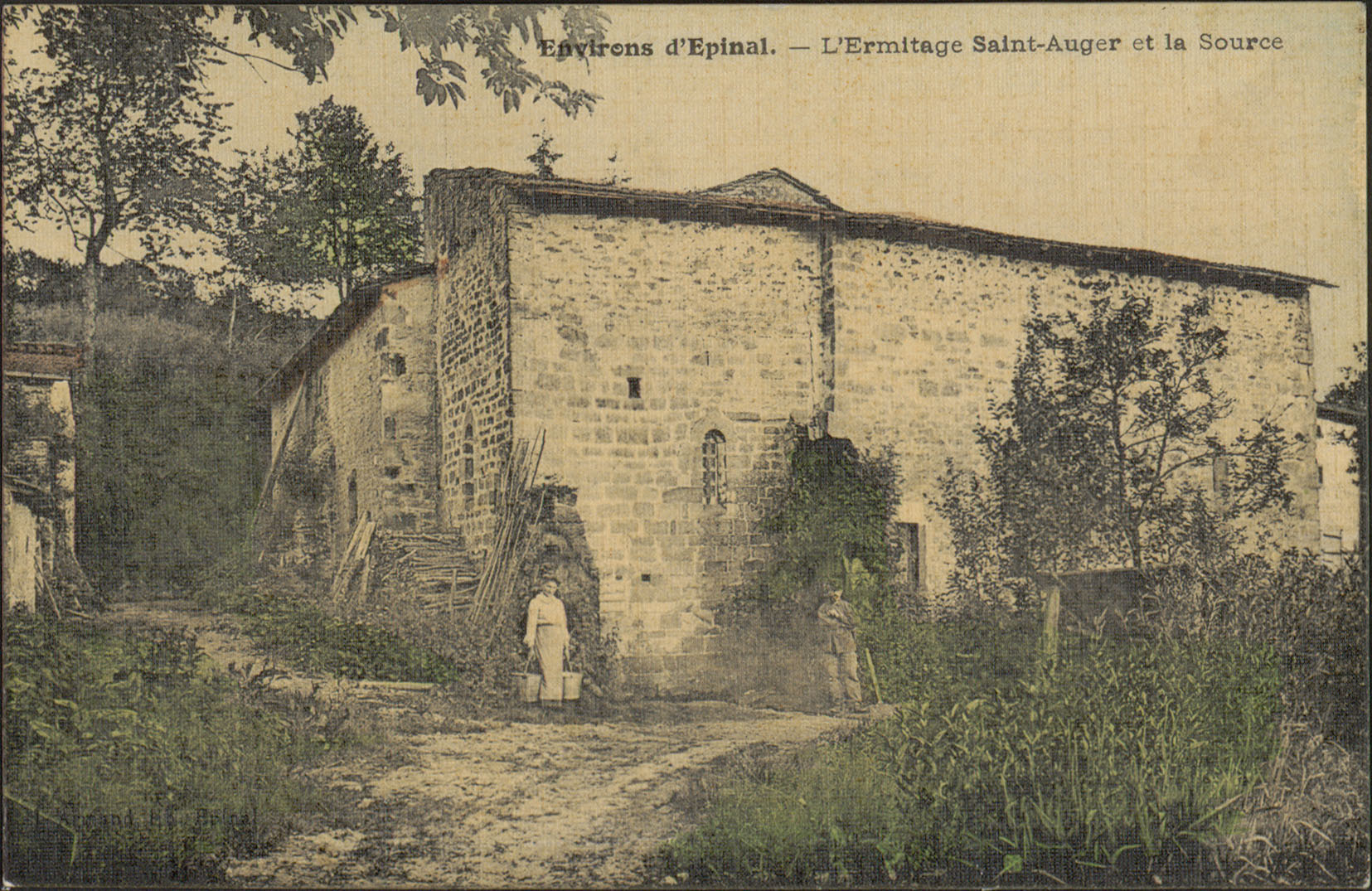
Environs d'Épinal, L'ermitage Saint-Auger et la source[33].

- Maison seigneuriale du XVIe siècle inscrite en totalité au titre des monuments historiques par arrêté du 17 février 2003[34].
- Église Saint-Luc du XIXe siècle,

Vitraux de Gabriel Loire. Verres antiques sertis de plomb, 1948 et 1952, 17 baies, 96,02 m², Charles W. Kunz architecte (Épinal), 2 maquettes en archives (St Luc et St Arnoult). 1948 : 3 baies du chœur de 3,41 x 1,67 m, Saint Luc, St Arnoult et St Léon IX. 1952 : 14 baies de la nef et avant-chœur, vitrerie en losanges teintés ton dorés, 78,92 m². Chemin de croix en bois gravé, ambon, 2 pierres gravés pour le noms des personnes décédés, autel de bois, grande croix et piéta en bois gravé.
et l'orgue de Roethinger, construit en 1954.
- Dans les bois au sud-est de Deyvillers, dans une clairière de la forêt communale d'Épinal arrosée par le ruisseau de Saint-Auger (ou Saint-Oger), la chapelle de Saint-Auger, lieu de pèlerinage à l'emplacement de l'ermitage de ce saint, attirait les jeunes filles en mal d'époux.
- La tuilerie Bastien-Poignon, fondée en 1846 et détruite par un incendie en 1962 :
  - ses bâtiments étaient une ancienne papeterie. M. Jolibois[37] installa douze fours pour y cuire les tuiles[38] ;
  - il dépose un brevet d'invention le 19 février 1848, pour des tuiles mécaniques dites « tuiles vosgiennes ».
- L'ouvrage militaire de Deyvillers[39], en béton armé, construit entre 1900 et 1910[40], est un exemple de fortification de Séré de Rivières, malheureusement non entretenu, dont l'accès est interdit et dangereux.
- Le Void des Roches, site d'escalade à proximité de la ferme de Malgré-Moi.
- Lavoir de 1848[41], restauré avec le soutien de la Fondation du patrimoine.

### Personnalités liées à la commune
- Saint Auger, ermite du VIIe siècle, dont l'ermitage se trouvait dans les bois au sud-est du bourg de Deyvillers.
- Le hockeyeur Bob Gainey et le footballeur Pierre Pleimelding y ont habité.
- Jean-Patrick Nazon, coureur cycliste professionnel, y résidait.
- Jean-Baptiste Aubry, prieur du Breuil à Commercy, écrivain.
- Nicolas Humbert.
- Jean-Baptiste Thiriat

### Héraldique
| Blason | Blasonnement : De sinople à l'aigle volant d'argent allumée et becquée de gueules tenant en son bec un anneau d'or, à la champagne partie d'argent et de sable. Commentaires : Le sinople du champ représentent les forêts entourant Deyvillers. L’aigle rappelle que Charlemagne chassait volontiers dans la région ; l’anneau est celui de saint Arnould, évêque de Metz. La champagne représente le blason de la ville de Metz alors qu'on s'attendrait à y voir figurer les armes de l’évêché de Metz. |

## Pour approfondir